# Pecados y Milagros
Pecados y Milagros is de zevende spaanstalig studioalbum van de mexicaanse zangeres Lila Downs. Het album is in Nederland op 26 oktober uitgekomen en wordt op 28 oktober 2011 in het Verenigd Koninkrijk verwacht, op 18 oktober 2011 verschijnt het album in de Verenigde Staten. De afbeelding op de cover werd op 13 oktober bekendgemaakt. Op 15 oktober kwam de eerste single, "Palomo del Comalito (La Molienda)", uit.
Zover bekend heeft Downs voor het album samengewerkt met producer en tekstschrijver Aneiro Taño en producer Paul Cohen, en Celso Duarte. Duarte werkte ook met Downs aan het nummer Perro Negro voor haar album Shake Away, het album voorts gekenmerkt door de samenwerking van kunstenaars als Totó la Momposina, Celso Piña, Illya Kuryaki & The Valderramas en Banda Tierra Mojada.

## Tracklist
| Nr. | Titel                                                  | Schrijver(s)                   | Duur |
| --- | ------------------------------------------------------ | ------------------------------ | ---- |
| 1.  | Mezcalito                                              | Lila Downs/Paul Cohen          | 4:28 |
| 2.  | Tu cárcel                                              | Marco Antonio Solis            | 3:44 |
| 3.  | Zapata se queda (Feat. Totó la Momposina y Celso Piña) | Lila Downs/Paul Cohen          | 4:25 |
| 4.  | Vámonos                                                | José Alfredo Jiménez           | 3:32 |
| 5.  | Cucurrucucú paloma                                     | Tomás Mendez                   | 4:51 |
| 6.  | La reyna del inframundo                                | Lila Downs/Paul Cohen          | 3:11 |
| 7.  | Fallaste corazón                                       | Cuco Sánchez                   | 4:45 |
| 8.  | Solamente un día                                       | Lila Downs/Paul Cohen          | 3:43 |
| 9.  | Xochipitzahua (Flor menudita)                          | Dominio Popular                | 1:13 |
| 10. | Palomo del comalito (La molienda)                      | Lila Downs/Paul Cohen          | 4:08 |
| 11. | Dios nunca muere (Feat. Banda Tierra Mojada)           | Macedonio Alcalá/Julián Maqueo | 4:56 |
| 12. | Pecadora (Feat. Illya Kuryaki & The Valderramas)       | Lila Downs/Paul Cohen          | 4:08 |
| 13. | Cruz de olvido                                         | Juan Zaizar                    | 4:49 |
| 14. | Misa oaxaqueña (Feat. Banda Tierra Mojada)             | Timoteo Cruz Santos            | 3:24 |